# Cataldo Agostinelli
Pour les articles homonymes, voir Agostinelli.
Cataldo Agostinelli (Ceglie Messapica, 16 décembre 1894 – Turin, 18 janvier 1988 ) était un mathématicien italien du XXe siècle.

## Biographie
Le champ d’études de Cataldo Agostinelli est particulièrement vaste : il comprend la géométrie différentielle, et, dans l’environnement de la physique théorique, la mécanique céleste, la mécanique des systèmes solides et la magnétohydrodynamique.
En son honneur, sa ville natale, Ceglie Messapica, a nommé son institut d’instruction supérieure (Istituto di Istruzione Secondaria Superiore) « IISS Cataldo Agostinelli. »
- 1920 : diplôme en ingénierie mécanique à Turin
- 1930 : il obtient le second prix en mathématiques
- 1931 – 1938 : il enseigne la mécanique à l’Istituto Industriale Omar de Milan
- 1935 : il commence à enseigner la mécanique analytique dans les universités de Turin et de Modène
- 1939 : il obtient à Turin la chaire d’analyse supérieure
- 1969 : il devient membre de l’Accademia Nazionale dei Lincei
- 6 juin 1979 - 14 juin 1982 : il est président de l’Académie des sciences

## Travaux
- Lezioni di meccanica superiore, 1948
- Soluzioni stazionarie delle equazioni della magneto idrodinamica interessanti la cosmogonia, 1954
- Sui moti magneto idrodinamici in una massa fluida elettricamente conduttrice e figure di equilibrio ellissoidali in presenza di campi magnetici, 1959
- Meccanica razionale, 1961 (écrit en collaboration avec Antonio Pignedoli) Istituzioni di Fisica matematica, 1962
- Sulla magnetofluidodinamica e le sue applicazioni. Relazione svolta nella seduta ordinaria del 14 febbraio 1970, 1970
- Maria Pastori. Discorso commemorativo pronunciato da Cataldo Agostinelli nella seduta ordinaria del 13 marzo 1976, 1976

## Sources
- (it) Cet article est partiellement ou en totalité issu de l’article de Wikipédia en italien intitulé « Cataldo Agostinelli » (voir la liste des auteurs).